# Flaga stanowa Tennessee
Barwy flagi stanowej Tennessee, wzięto z flagi państwowej. Symbolizują czystość (biały), wzniosłe cele (niebieski) i sławę Tennessee (czerwony). Trzy gwiazdy reprezentują trzy geograficzne regiony stanu oraz fakt, że był trzecim stanem przyjętym do USA po pierwszych trzynastu koloniach. Krąg jest symbolem jedności.
Przyjęta 17 kwietnia 1905 roku. Proporcje 3:5.